# 乐景涛
乐景涛（1884年—1944年），蒙名慕容嘎，蒙古族，昭乌达盟克什克腾旗（今屬內蒙古自治區赤峰市）热水塘人。他早年加入内蒙古人民革命党，後任国民政府蒙藏委员会官员、监察院委员等职。中华民国大陆时期内蒙古政治人物。

## 生平
清光绪十年（1884年），乐景涛生于克什克騰旗。其父名叫乐山，是克什克腾旗管旗章京。乐景涛自幼念书，后来到北京接受启蒙教育。辛亥革命后，克什克腾旗扎萨克自草地迁入经棚镇。1915年，乐景涛创办了克什克腾旗第一所蒙古族小学——萃英小学。
1922年春，乐景涛自北京蒙藏学校同白云梯、郭道甫、路级三等人赴外蒙古学习，1924年乐景涛结业并回到克什克腾旗，靠着父亲乐山的照应着手从事军事工作。在达王庙，乐景涛成立了共300人的蒙古骑兵队伍，并从苏联及蒙古人民共和国运来2000条步枪和30万发子弹，装备该骑兵队伍。该军是后来内蒙古人民革命军的前身。乐景涛在其创建的学校和军队中，公开宣传俄国十月革命、阶级斗争、进化论，发动学生到经棚街上张贴打倒王公贵族的漫画，他还倡导民族平等。因此，乐景涛被当时人称作“红党”。
1925年10月，内蒙古人民革命党第一次代表大会在张家口召开，乐景涛当选为中央执行委员会常务委员（军事委员）。会后，乐景涛受内蒙古人民革命党总部派遣，回到家乡克什克腾旗组建了“内蒙古骑兵团”，该团以达王庙的300名士兵作为基础，到1925年12月末已扩充到600人。同时，乐景涛还在经棚设了蒙旗军官学校，以萃英小学学生为基础，招收40位蒙古族青年学习军事、政治，乐景涛任校长，金永昌任教导主任。
1925年12月6日，乐景涛奉令率600名骑兵自达王庙起兵，进攻经棚。当时驻经棚的是奉军石文华部，大约有1000人。奉军在作战中共200人投降。乐景涛部最终占领经棚，此后其部队扩至1200人。不久，乐景涛部攻克林西，随即进军乌丹，12月11日攻克乌丹。从12月6日至11日，乐景涛部连克三城，俘虏奉军参谋长1名，士兵1000名，缴获大炮7门，并缴获大批武器弹药。乐景涛部士兵仅战死1人、负伤4人。此时，乐景涛部已扩至3000多人。随后，乐景涛部追击奉军至开鲁、洮南，逮捕了巴林左旗章京色楞、阿拉坦格日勒，林东设治局局长王立三等50多人。奉军领导人张作霖十分震惊，事后乃派员调查，并呈报北京政府蒙藏院，要求对乐景涛进行查办。
1926年3月，冯玉祥国民军向西撤退。乐景涛的纵队也撤离了锡林郭勒盟、昭乌达盟、卓索图盟西下。自林西启程时，乐景涛部处决了林西县税捐局局长全济、林东设治局局长王立三。乐景涛部西下后，自经棚南白岔向多伦开进。在多伦城，部队驻扎了六、七天，同奉军汤玉麟部进行了激烈战斗。此后，乐景涛部自张家口乘火车至归绥，并在归绥常驻。不久，乐景涛离开部队。
1927年8月，内蒙古人民革命党特别会议在乌兰巴托召开。在此次会议上，乐景涛负责的军运工作未获得充分肯定；而且因为乐景涛在外蒙古学习的四弟与郭道甫关系甚密，而郭道甫在此次会议上受到批判，所以乐景涛也受牵连。会议之后，乐景涛自动退出了内蒙古人民革命党。
此后，乐景涛在北平任蒙藏委员会职员，并代理会长5年左右。1931年九一八事变后，乐景涛赴南京投靠蒋介石，并加入了中国国民党。1931年，乐景涛作为边远省代表出席了中国国民党第四次全国代表大会，并当选为中央委员。1935年，在中国国民党第五次全国代表大会上，当选为中央执行委员，后来继任五届一、二、三中全会中央执行委员。
1944年，乐景涛在西安病逝，享年61岁。

## 親屬
父亲乐山曾任民初国会议员，其女樂竹芳亦為中華民國政治人物。